# Donald’s Lucky Day
Donald’s Lucky Day (с англ. — «Удачный день Дональда») — это анимационный эпизод мультсериала, созданным Уолтом Диснеем в 1939 году с участием Дональда Дака.
Ночью, в пятницу 13-е какие-то бандиты приготовили настоящую бомбу, чтобы отправить её к своему обидчику. Для этого они нанимают Дональда как разносчика посылок.
Во время поездки, Дональд узнаёт по радио, что проезжать под лестницами и встретить чёрного кота, переходящего дорогу- плохие приметы. Он стречает чёрного кота, который не даёт ему перейти улицу. Тогда, Дональд взял заводную мышку и запустил её, но та поехала за ним и кот соответственно тоже побежал за ним.
В бегах, Дональд оказывается на какой-то старой пристани, где стояла планка. Дональд и посылка были на одной стороне, а кот на другой. Они долго держат равновесие, пока Дональд не цепляется одеждой за крючок.
Тем временем, бомба уже готова к взрыву. Из неё вылетают искорки. Коту это не нравится и он скидывает бомбу в воду. Из-за взрыва, на Дональда падает огромная куча рыбы, из-за чего бездомные коты накидываются на него.

## Восприятие
11 октября 1938 года американское издание Motion Picture Herald писало о мультфильме, как об «одном из лучших мультфильмов с его [Дональда Дака] участием».